# Amnom
Amnom ou Amnon (em hebraico: אַמְנוֹן; romaniz.: 'Amnōn; lit. "fiel"), era príncipe de Israel, sendo filho de Davi e Ainoã e irmão de Absalão e Tamar. Embora ele fosse o herdeiro ao trono de Davi, Amnom, é mais lembrado pelo estupro de sua meia-irmã Tamar.

## História
A lei judaica proíbe relações sexuais entre o meios-irmãos e irmãos. No entanto, em seu desejo por ela, Amnom aceitou o conselho de seu primo Jonadabe, filho de Simeia, irmão de Davi, de fingir estar doente para, assim,  atrair Tamar aos seus aposentos. Tamar foi convidada a pretensão de que Amnom queria que ela cozinhasse uma refeição especial para ele. Ignorando seus protestos, ele a estuprou, causando uma punição de viver a vida fora de Jerusalém e com todos os direitos de filho do rei retirados.

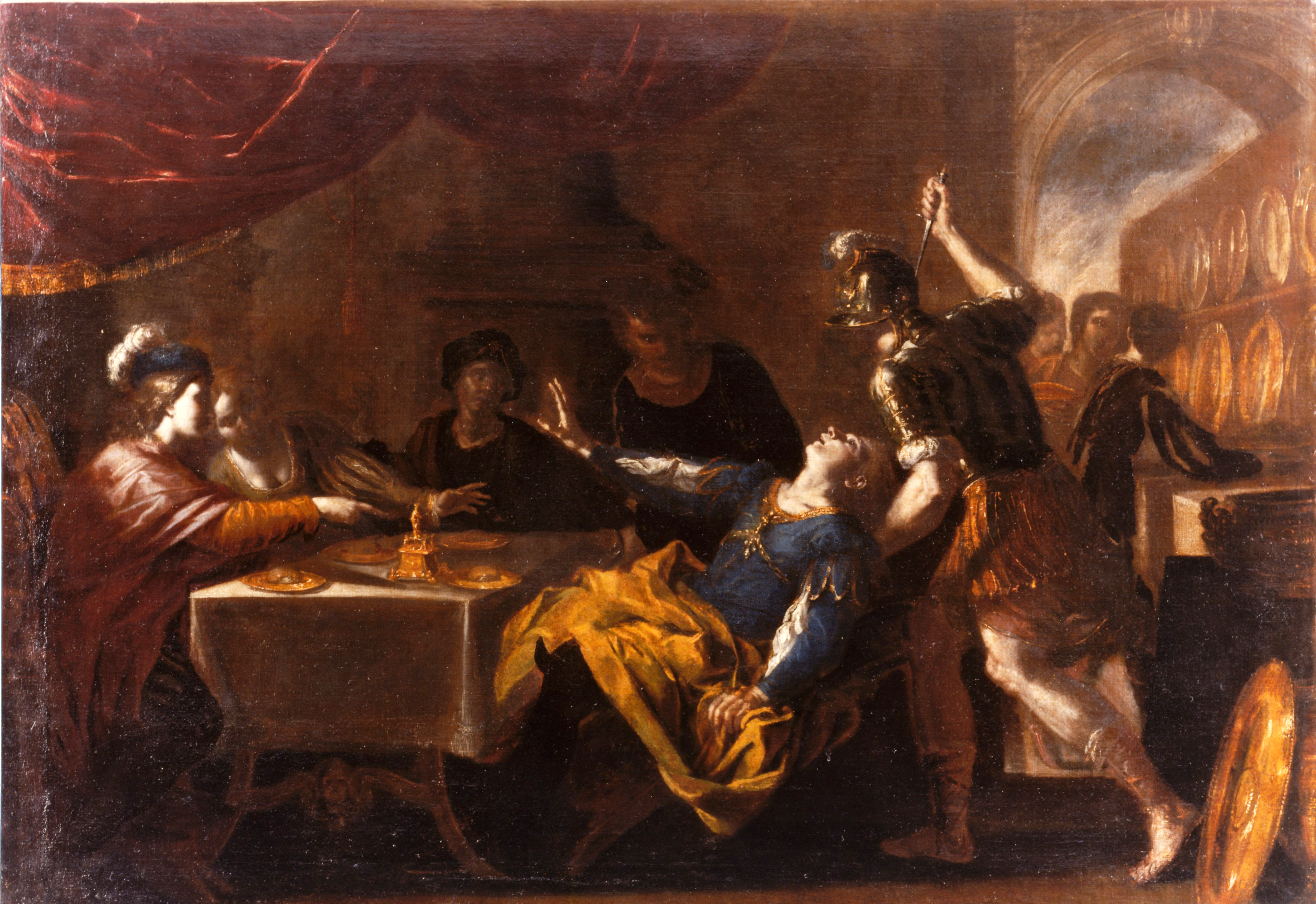
"O Banquete de Absalão", obra atribuída a Niccolò de Simone.

Dois anos depois, Amnom foi morto por ordem de Absalão, que vingou sua irmã, enviando os seus servos para matar Amnom em uma festa à qual ele convidou todos os filhos do rei.